# Armenischer Friedhof (Culfa)

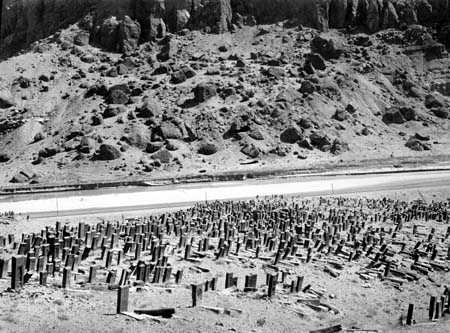
Der Friedhof bei Culfa auf einem Foto von Aram Vruyr von 1915.

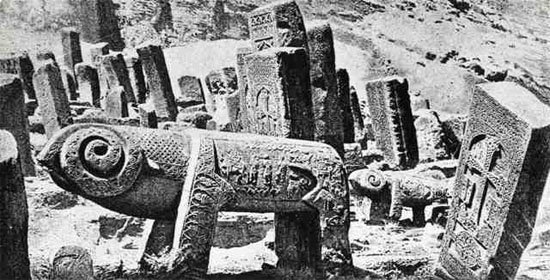
Der Friedhof am Anfang des 20. Jahrhunderts.

Der Armenische Friedhof Culfa (armenisch Ջուղաի գերեզման Jughayi gerezman, aserbaidschanisch Cuğa nekropolu) war ein mittelalterlicher Friedhof nahe der Stadt Culfa in Nachitschewan, einer Exklave der Republik Aserbaidschan. Die Grabsteine bestanden vor allem aus Chatschkaren, einheitlich dekorierten Kreuzsteinen, die charakteristisch für die mittelalterliche christlich-armenische Kunst sind. Der Culfa-Friedhof bestand bis 2005, als Aserbaidschan eine systematische Kampagne einleitete, die Monumente vollständig zu zerstören. 
Mehrere Appelle, sowohl von armenischen als auch von internationalen Organisationen, wurden an die aserbaidschanische Regierung eingereicht mit der Bitte, solche Aktivitäten zu unterlassen. 2006 hinderte Aserbaidschan Mitglieder des Europaparlaments daran, den Fall zu untersuchen, bezichtigte sie der „voreingenommenen und hysterischen Annäherung“ und behauptete, dass man eine Delegation nur dann akzeptieren würde, wenn sie auch armenisch kontrolliertes Gebiet besucht.
Im Frühjahr 2006 berichtete ein Journalist des Institute for War and Peace Reporting, der das Gebiet besuchte, dass keine sichtbaren Spuren des Friedhofs verblieben sind.
Im gleichen Jahr zeigten Fotografien, die von Iran aus aufgenommen wurden, dass der Friedhof in einen Schießplatz umgewandelt wurde.
Nachdem zwischen 2003 und 2009 aufgenommene Satellitenfotos von Culfa untersucht wurden, kam die American Association for the Advancement of Science im Dezember 2010 zum Schluss, dass der Friedhof demoliert und dem Erdboden gleichgemacht wurde.

## Geschichte
Die ältesten Chatschkare, die am Friedhof von Culfa, der sich im westlichen Teil der Stadt befand, gefunden wurden, datierten auf das 9. bis 10. Jahrhundert, doch ihre Erbauung dauerte bis 1605 an, dem Jahr als Schah Abbas I. des safawidischen Persiens eine Politik der verbrannten Erde einführte und die Zerstörung der Stadt und der Umsiedlung eines Teils ihrer Bewohner anordnete.
Zusätzlich zu den Tausenden von Chatschkaren errichteten die Armenier auch zahlreiche Grabsteine in Form von Schafen, die aufwändig mit christlichen Motiven und Eingravierungen dekoriert wurden. Gemäß dem französischen Reisenden Alexandre de Rhodes hatte der Friedhof weiterhin über 10.000 gut erhaltene Chatschkare, als er Culfa 1648 besuchte. Allerdings wurden von dieser Zeit an viele Chatschkare zerstört, sodass bis 1903–1904 nur noch gezählte 5.000 verblieben sind.

## Zerstörung

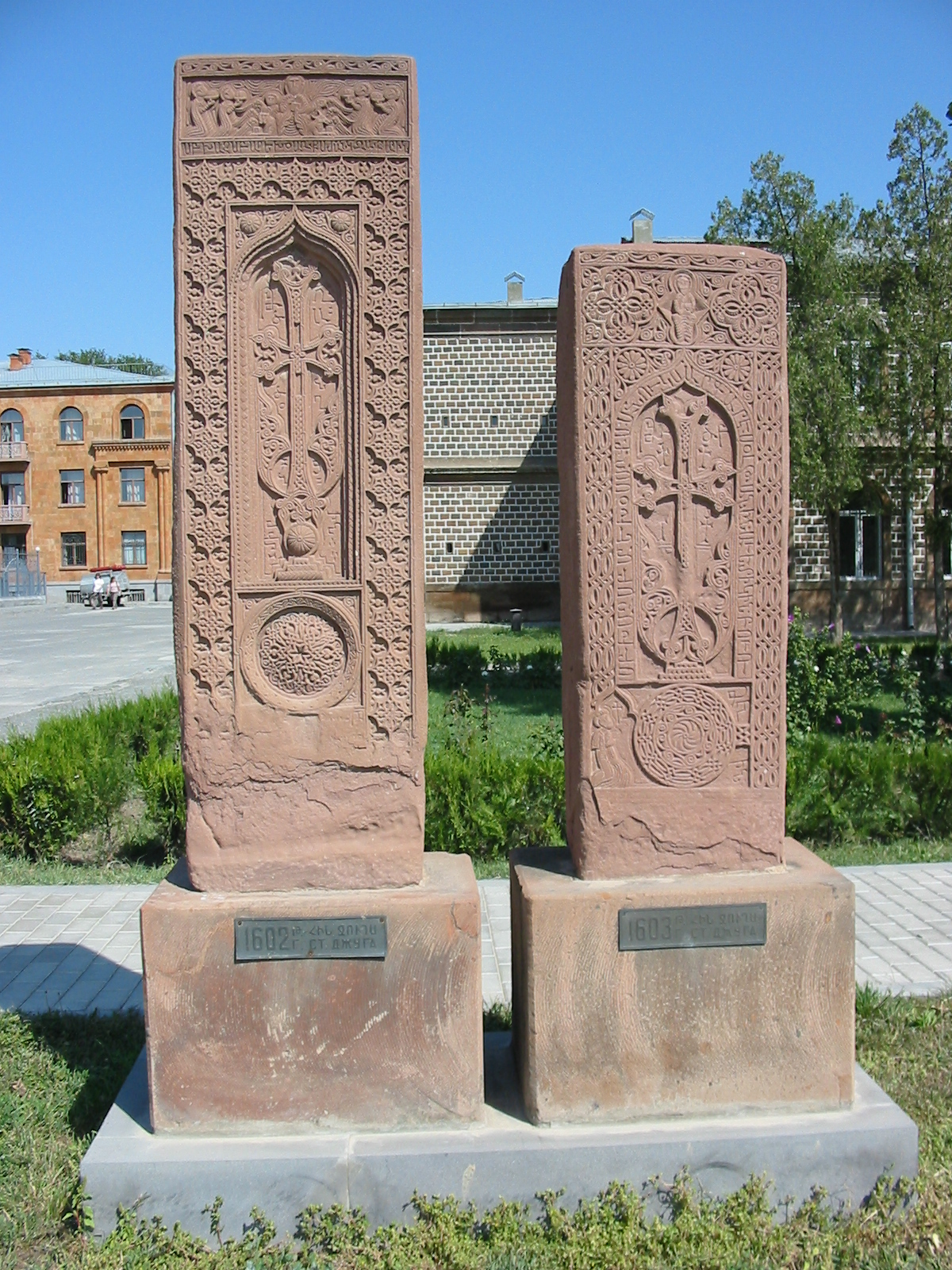
Zwei Culfa-Chatschkare von 1602 und 1603, die kurz vor der Zerstörung entfernt wurden und sich heute in Etschmiadsin befinden.

### Hintergrund
Armenien stellte 1998 eine Klage gegen die aserbaidschanische Regierung wegen der Zerstörung der Chatschkare in der Stadt Culfa im Bergkarabachkrieg, der 1994 mit einem Waffenstillstand endete. Seit dem Ende des Krieges baute sich in Aserbaidschan eine Feindseligkeit gegen die armenische Minderheit auf. Sarah Pickman schrieb in der Zeitschrift Archaeology, dass der Verlust von Bergkarabach an die Armenier „eine große Rolle in der Absicht, die historische armenische Präsenz in Nachitschewan zu beseitigen, gespielt hat.“
1998 verwarf Aserbaidschan Armeniens Klage, dass die Chatschkare zerstört wurden. Der Teheraner Architekt Arpiar Petrossian bzw. Arpiayr Petrosyan, ein Mitglied der Organisation Armenische Architektur in Iran, verlieh den Klagen Nachdruck, nachdem er als Augenzeuge die Zerstörung der Monumente gefilmt hat.
Hasan Zejnalow, ständiger Vertreter der Autonomen Republik Nachitschewan (ARN) in Baku, bezeichnete den armenischen Vorwurf als „weitere schmutzige Lüge der Armenier“. Die Regierung Aserbaidschans antwortete nicht direkt auf die Beschuldigungen, sagte jedoch, dass „Vandalismus nicht im Geiste Aserbaidschans“ sei.
Armeniens Klagen führten zu internationalen Prüfungen, welche gemäß dem armenischen Kultusminister Gagik Gyurdjian dabei halfen, die Zerstörungen zeitweise aufzuhalten.
Armenische Archäologen und Experten der Chatschkare in Nachitschewan sagten, dass, als sie die Region 1987 vor dem Zerfall der Sowjetunion erstmals besuchten, die Monumente noch intakt waren und die Region selbst über „27.000 Klöster, Kirchen, Chatschkare, Grabsteine“ nebst anderen kulturellen Artefakten enthielt. 1998 wurde die Zahl der Chatschkare auf 2.700 verringert.
Der alte Friedhof von Culfa ist unter Spezialisten dafür bekannt, mehr als 10.000 eingravierte Chatschkar-Grabsteine beherbergt zu haben, und bis zu 2.000 waren auch nach einem früheren Ausbruch von Vandalismus auf der gleichen Stätte im Jahr 2002 noch intakt.

### Weitere Zerstörungen ab 2003
2003 erneuerten die Armenier ihre Proteste und verurteilten die erneute Einleitung der Zerstörung der Monumente vonseiten Aserbaidschans. Am 4. Dezember 2002 einigten sich armenische Geschichtswissenschaftler und Archäologen darauf, eine formelle Beschwerde einzureichen, und appellierten an internationale Organisationen, ihre Klagen zu untersuchen. Augenzeugenberichte der anhaltenden Demolierungen beschreiben eine organisierte Vorgehensweise. Im Dezember 2005 beobachteten iranische Grenzsoldaten neue Abrissarbeiten auf dem Friedhof und verständigten den Täbriser Bischof Nshan Topouzian. Iranische Armenier, darunter Topouzian und andere Vertreter der Täbriser Diözese der Armenischen Apostolischen Kirche, eilten herbei und zeichneten weitere Videobeweise entlang des Flusses Arax auf, der teilweise die Demarkationsgrenze zwischen Nachitschewan und Iran bildet. Die Aufnahmen zeigen, dass aserbaidschanische Truppen ihre Zerstörungen der verbliebenen Chatschkare durch den Einsatz von Schlaghämmern und Äxten vollendeten.

## Reaktionen
Die Weigerung der UNESCO, auf die Meldungen und Beschwerden angesichts der Zerstörung des Friedhofs 2005 zu reagieren, wurde von vielen kritisiert, insbesondere mit Hinweis auf die heftige Reaktion der UNESCO auf einen vergleichbaren Fall vier Jahre zuvor, nämlich die Zerstörung der Buddha-Statuen von Bamiyan durch die Taliban, aber auch im Nachhinein, als die UNESCO mit Nachdruck die Zerstörung von Palmyra durch den Daesch in Syrien 2015 verurteilte, und es wurde der UNESCO vor diesem Hintergrund Doppelmoral vorgeworfen. Der US-amerikanische Kunsthistoriker und Experte für armenisches Kulturerbe in Nachitschewan, Simon Maghakyan, warf führenden UNESCO-Funktionären vor, von den Machthaber Aserbaidschans im Rahmen der „Kaviar-Diplomatie“ bestochen worden zu sein. Der aserbaidschanische Machthaber İlham Əliyev wiederum bezeichnete 2006 die Existenz des armenischen Friedhofs und seine Zerstörung als „absolut falsch“, „verleumderisch“ und eine „weitere armenische Erfindung“.

## Verbliebene Chatschkare des Culfa-Friedhofs
Einige Chatschkare wurden in der Zeit, als der Friedhof noch bestand, an andere Orte geschafft und sind deshalb erhalten. Mehrere Chatschkare, darunter auch solche in Schafform, sind im Hof der Kathedrale von Etschmiadsin in Armenien ausgestellt. Andere Catschkare von Dschugha stehen unter anderem an der armenischen Marienkirche in Täbris (Iran), der armenischen Kirche von Genf (Schweiz) und im Museum Ermitage in Sankt Petersburg (Russland).

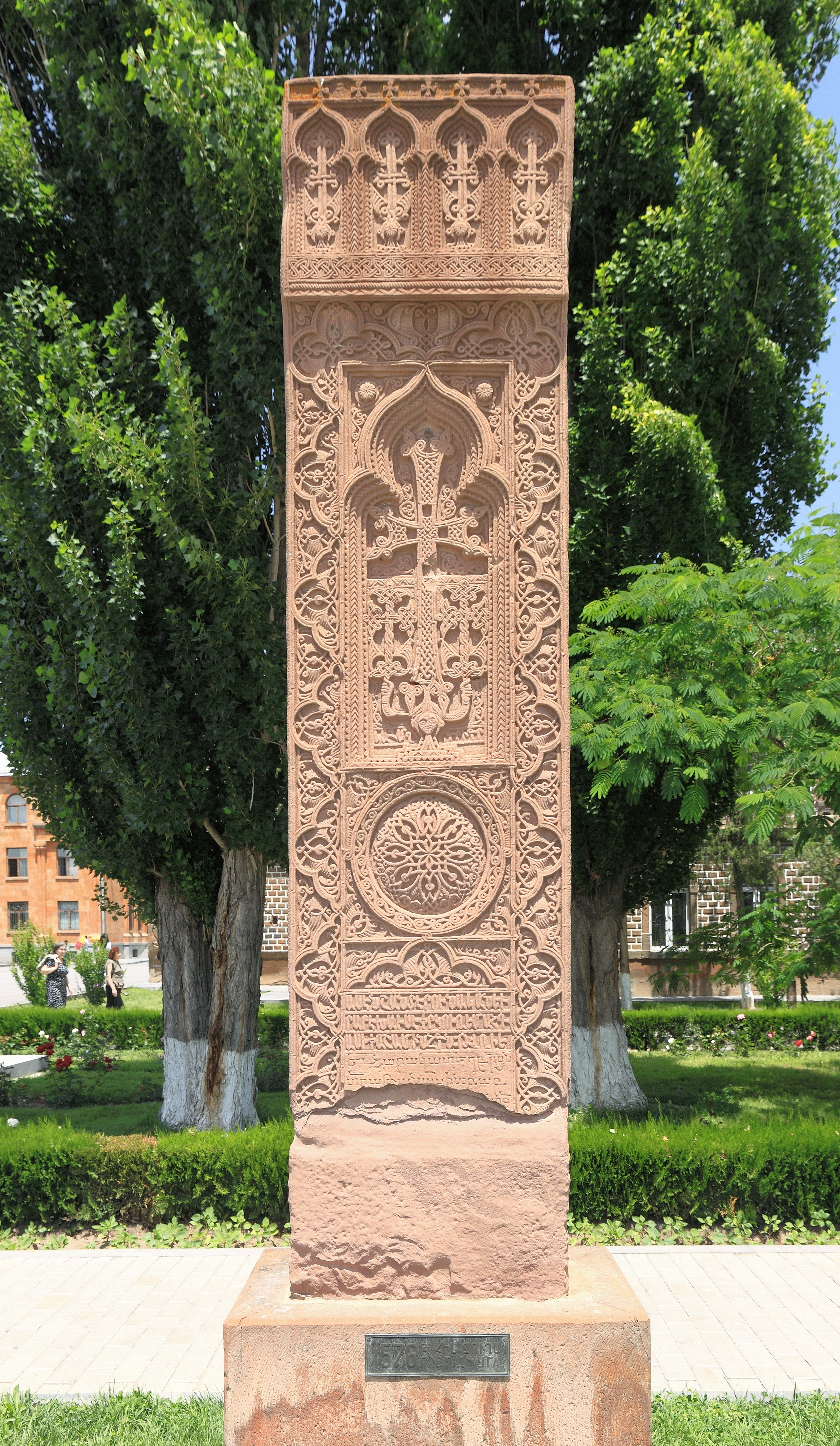
Chatschkar des Culfa-Friedhofs in Etschmiadsin, Armenien, ca. 1576
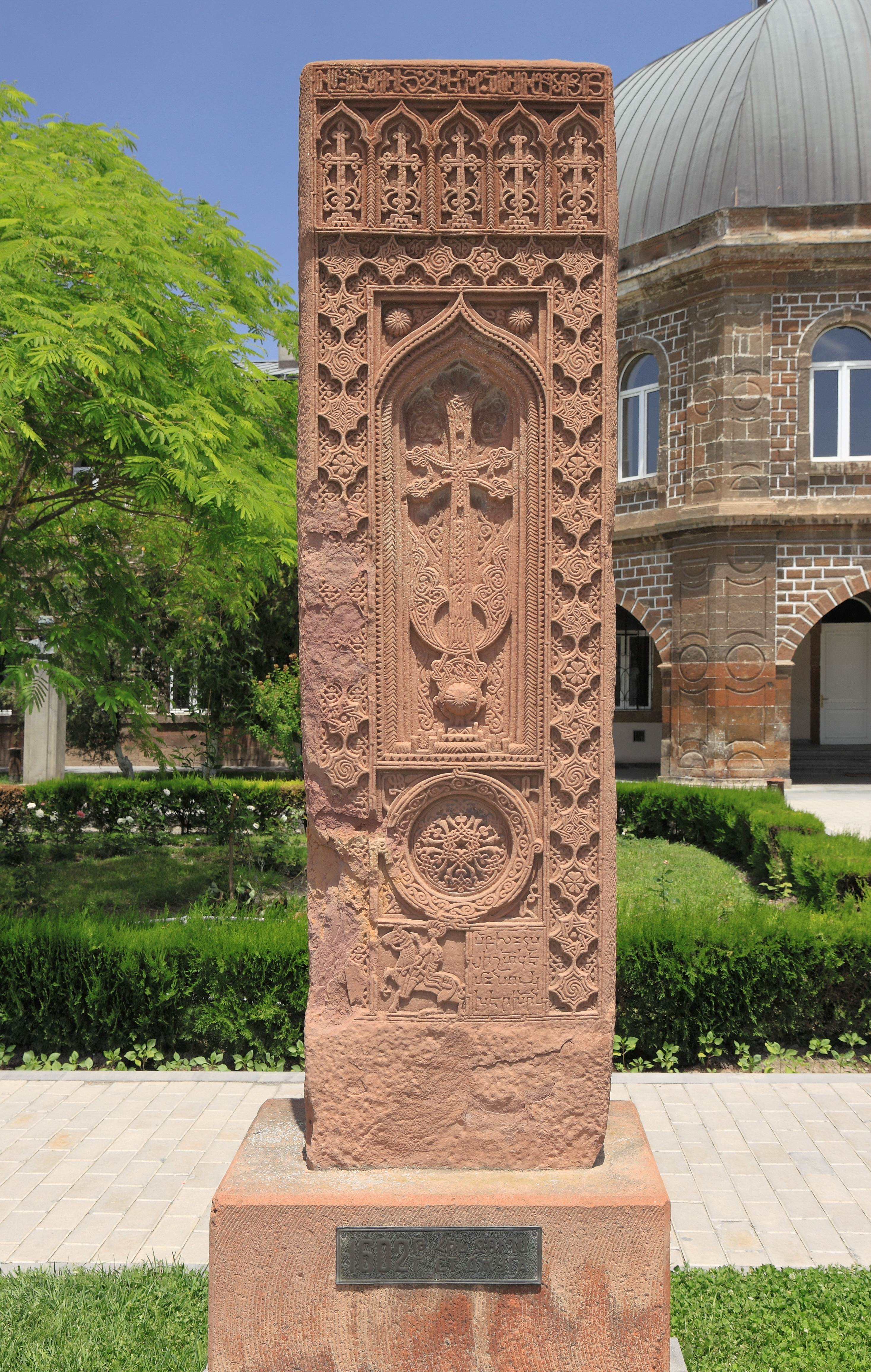
Chatschkar des Culfa-Friedhofs in Etschmiadsin, Armenien, ca. 1602
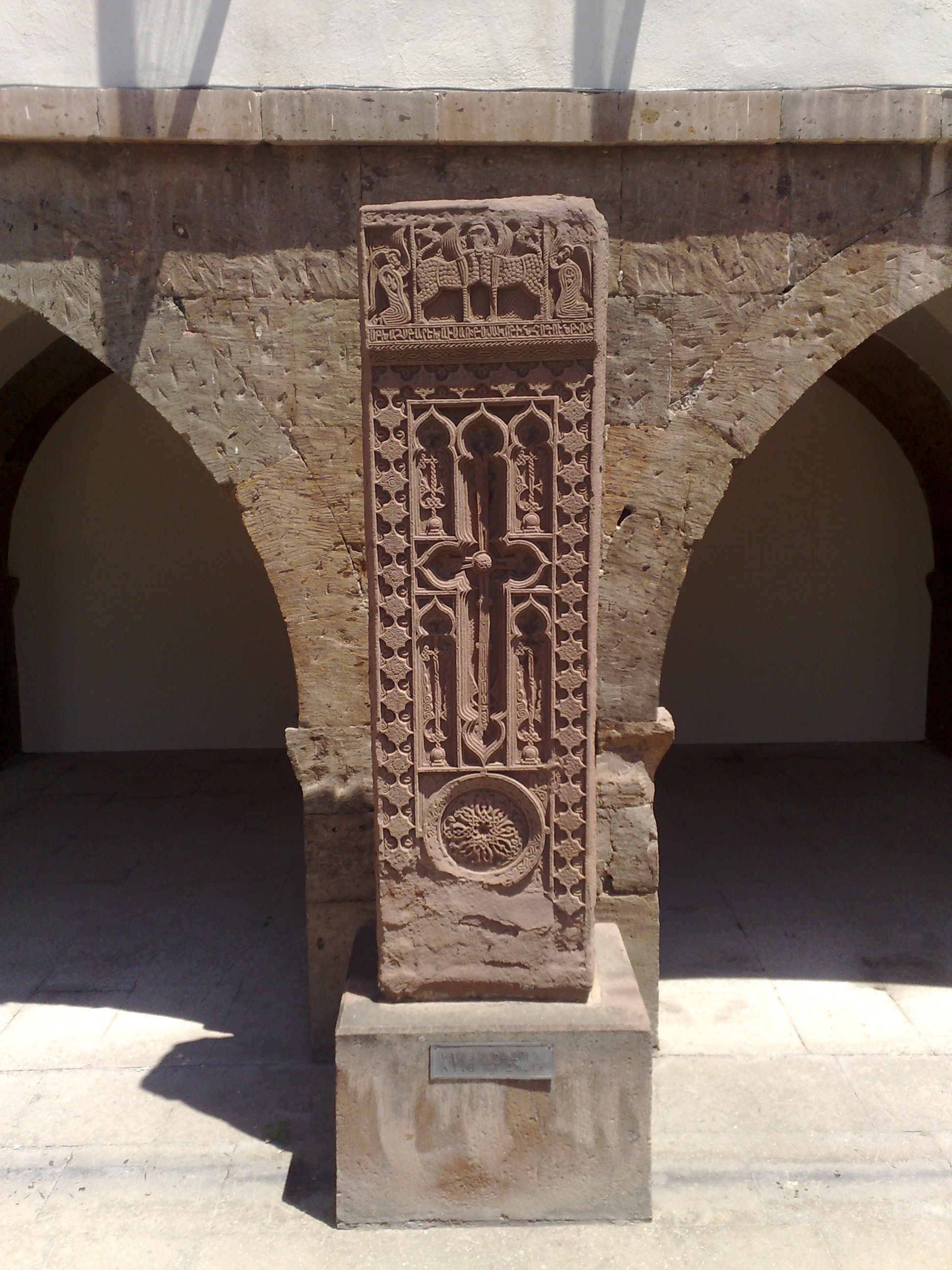
Chatschkar des Culfa-Friedhofs, 16. Jhdt.
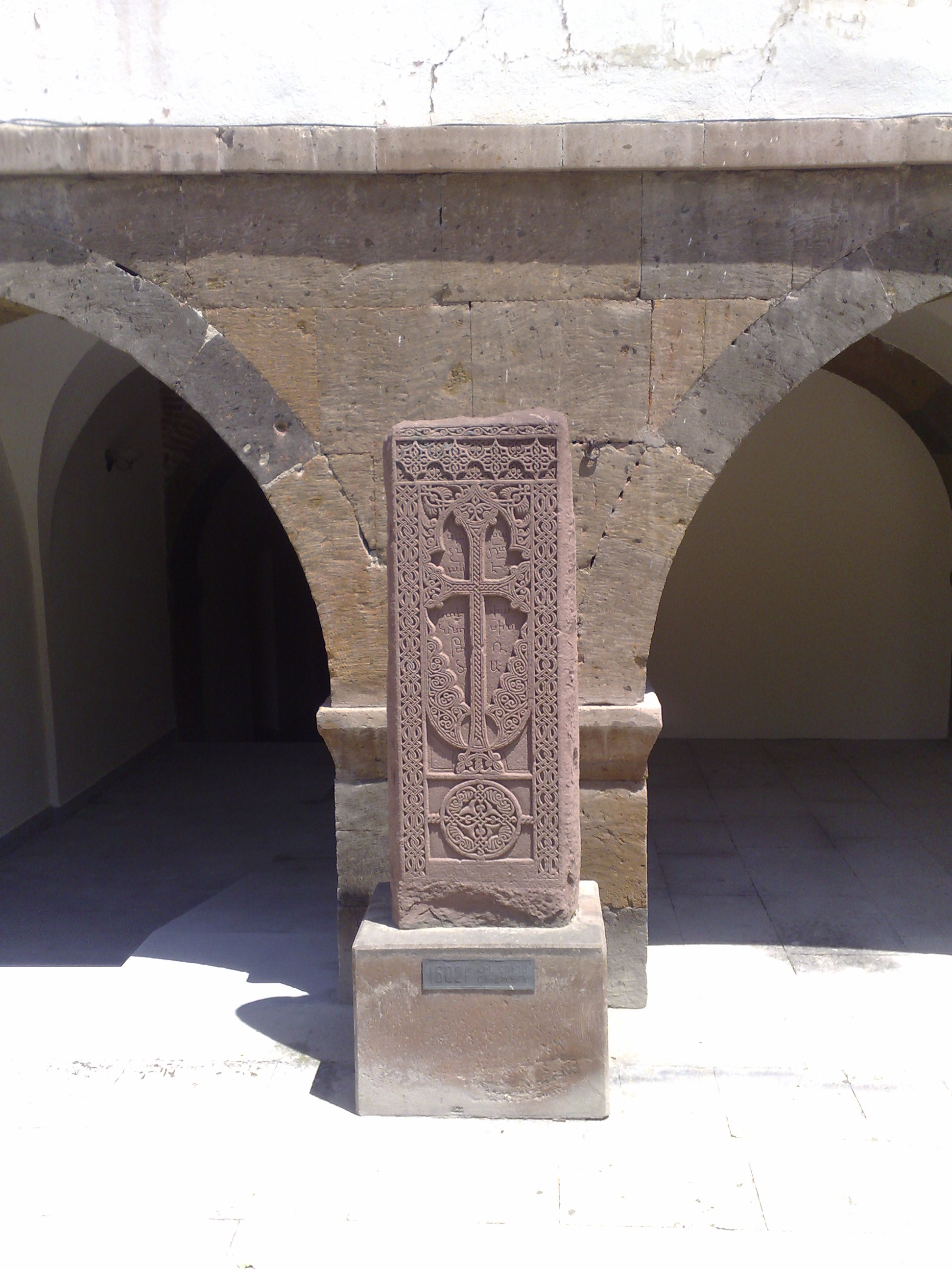
Chatschkar des Culfa-Friedhofs, 16. Jhdt.
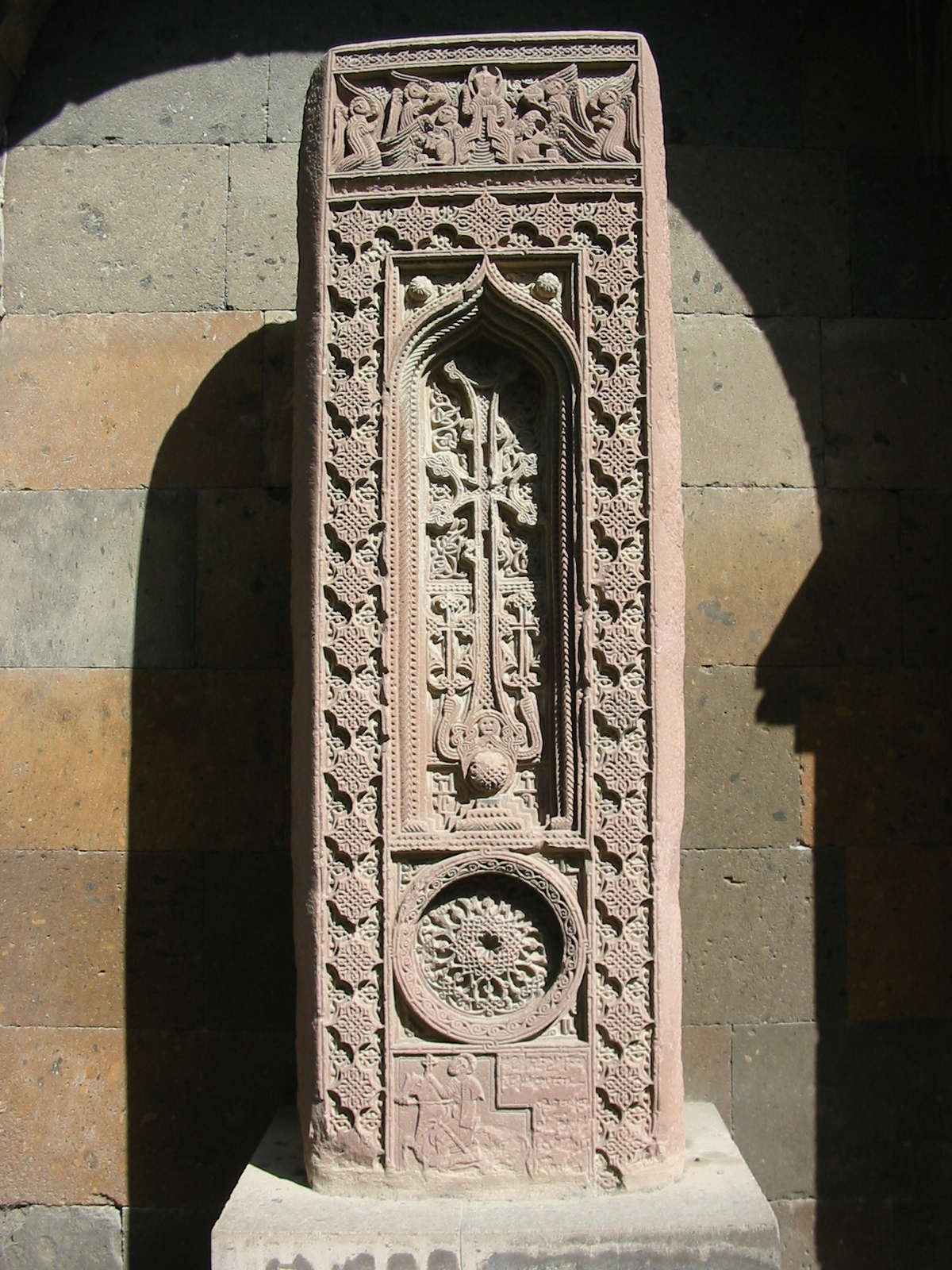
Chatschkar des Culfa-Friedhofs, ca. 1602

- Partial Views of Jugha Cemetery, eine Fotogalerie des Research on Armenian Architecture

## Filme
- Culfa (WMV; 64,6 MB) von der Research on Armenian Architecture
- The New Tears of Araxes
- Teil 1 der Zerstörung auf Videoband